# پارک ملی کروگر

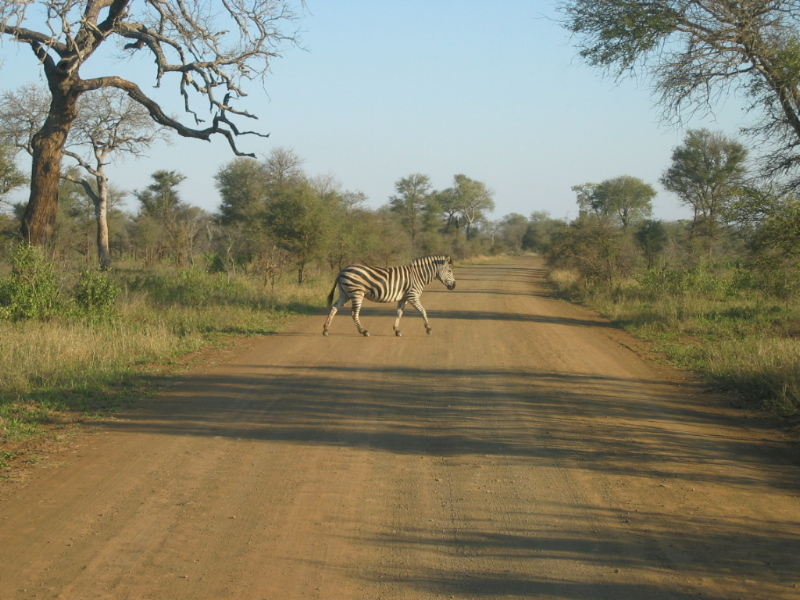
یک زبرا در پارک ملی کروگر.

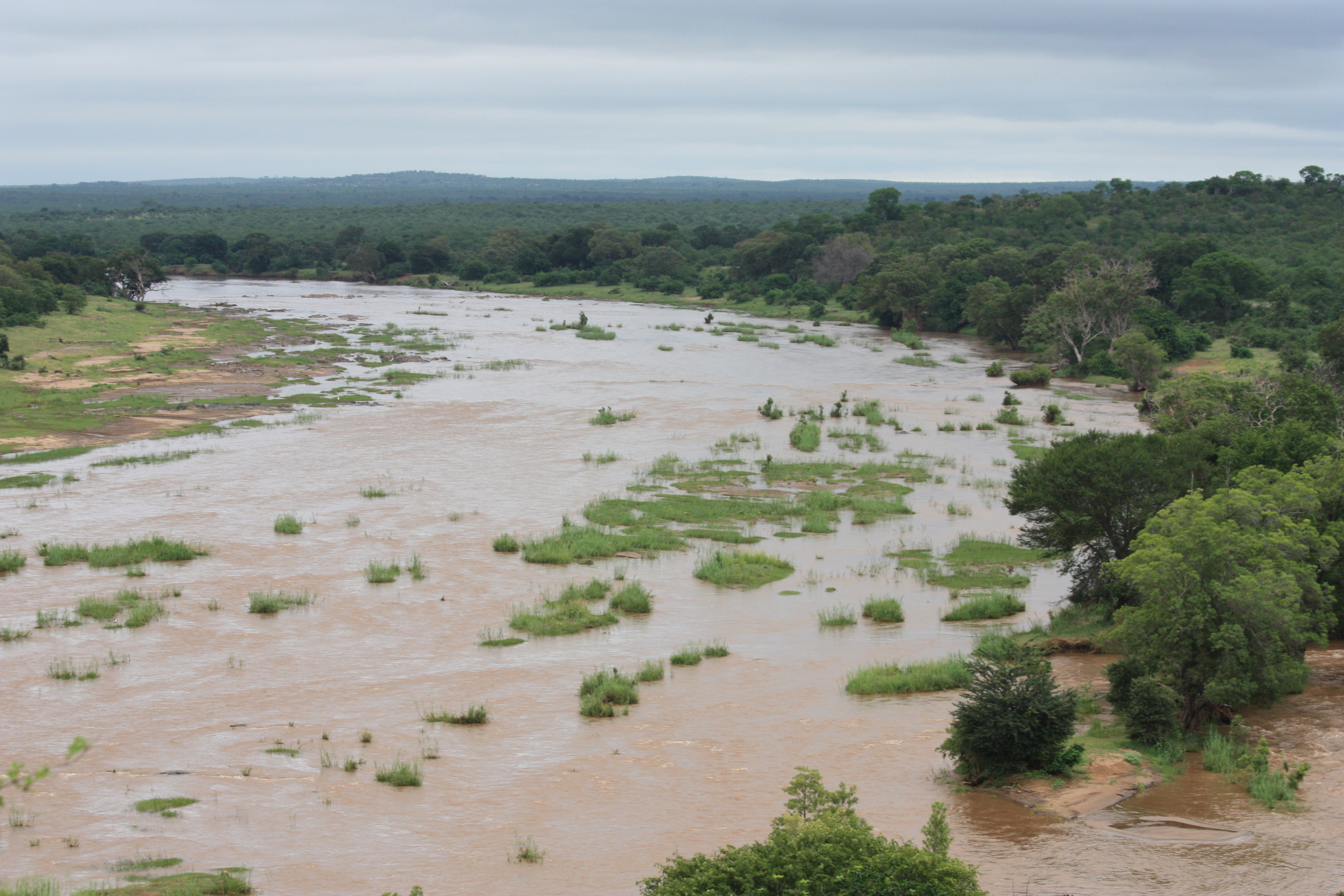
رودخانه اولیفانتس در پارک ملی کروگر.

پارک ملی کروگر (به انگلیسی: Kruger National Park) یک پارک ملی در کشور آفریقای جنوبی است. این پارک مساحتی به اندازهٔ ۱۹٬۴۸۵ کیلومتر مربع (۷٬۵۲۳ مایل مربع) را در بر می‌گیرد و در استان‌های لیمپوپو و امپومالانگا در شمال‌شرقی کشور آفریقای جنوبی قرار دارد. این پارک از شمال به جنوب ۳۶۰ کیلومتر (۲۲۰ مایل) و از شرق به غرب ۶۵ کیلومتر (۴۰ مایل) مساحت دارد. محدودهٔ پارک برای نخستین‌بار در سال ۱۸۹۸ میلادی مورد حفاظت دولت آفریقای جنوبی قرار گرفت و در سال ۱۹۲۶ میلادی به‌عنوان نخستین پارک ملی آفریقای جنوبی ثبت شد.(1898)
در این پارک گردشگران می توانند گونه های مختلفی از حیوانات مانند: شیر، بوفالو، فیل، پلنگ، کرگدن، سگ وحشی آفریقایی که در حال انقراض است و …، پرندگان و بسیاری از جانداران دیگر مانند: خزندگان و همچنین گونه های گیاهی نادر و متنوعی مانند: چوب پنبه، درخت خار، درخت های قدیمی و پر بار … را مشاهده کنند. علاوه بر این در این پارک چندین رودخانه وجود دارند که اکوسیستم و حیات این پارک به این رودخانه ها وابسته می باشد و از آب همین رودخانه ها چاله های آبی در قسمت های مختلف پارک کروگر برای بازی ایجاد شده اند. .

## نگارخانه

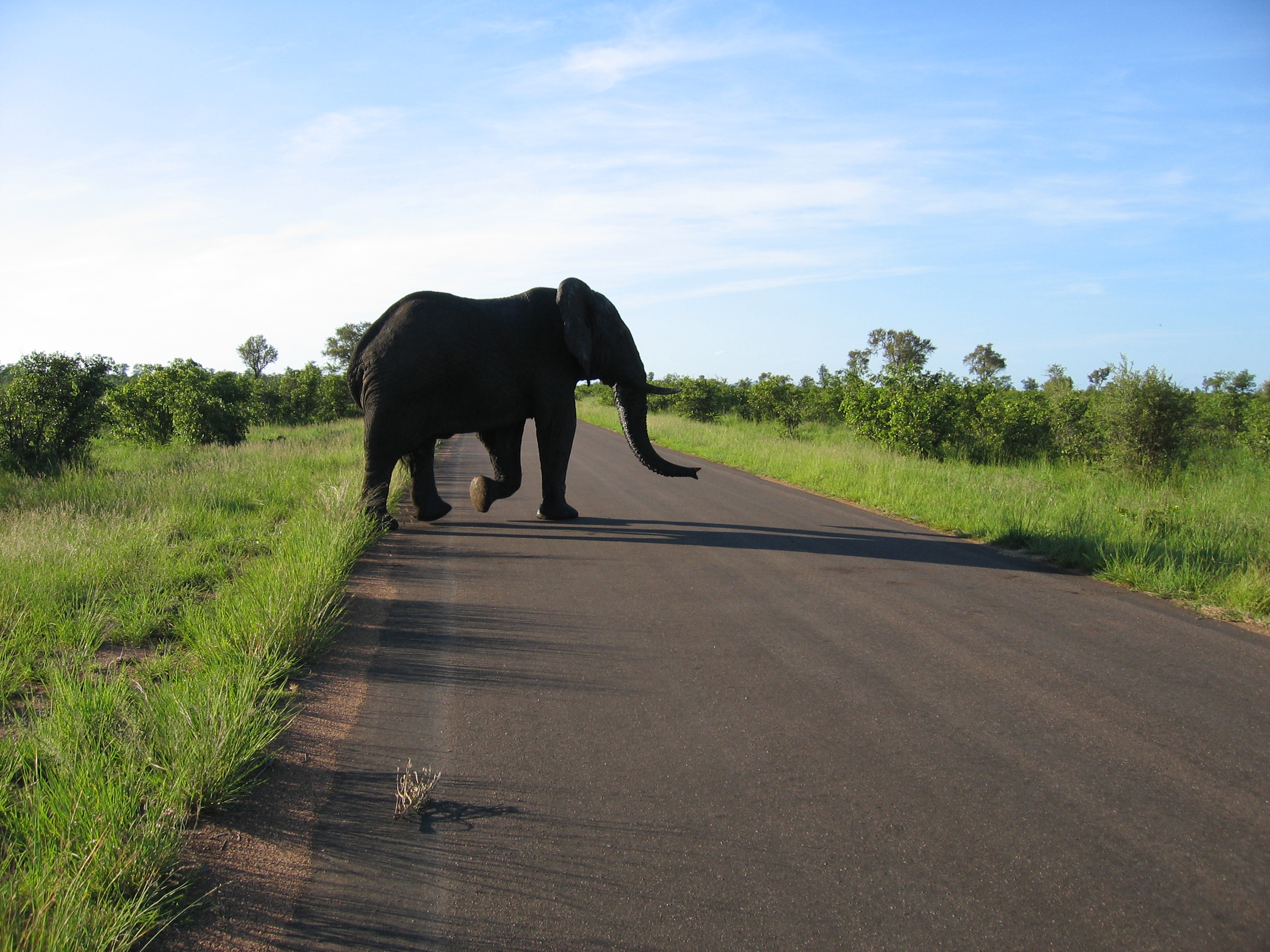
یک فیل در حال عبور در پارک ملی کروگر
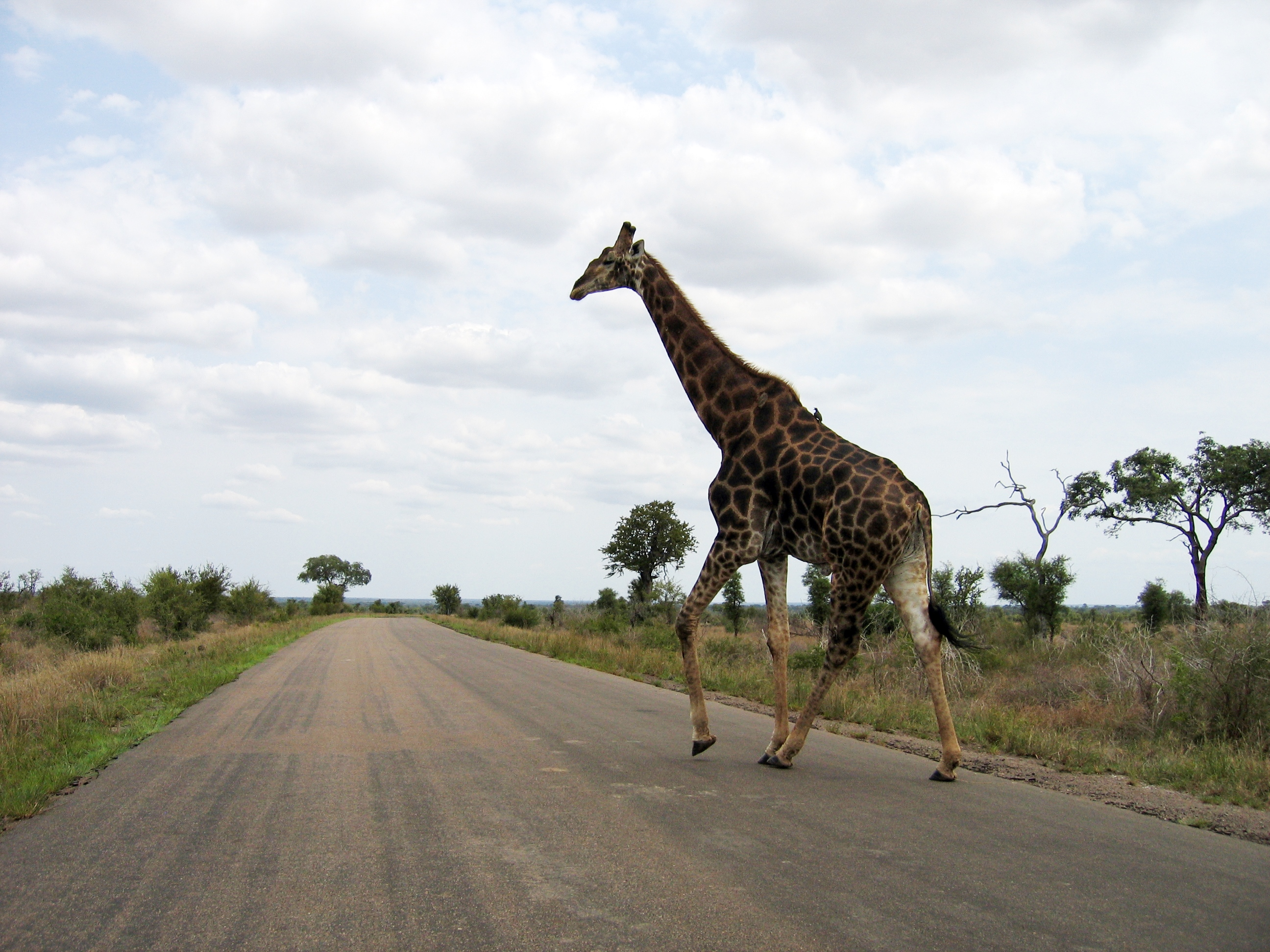
یک زرافه در حال عبور در پارک ملی کروگر
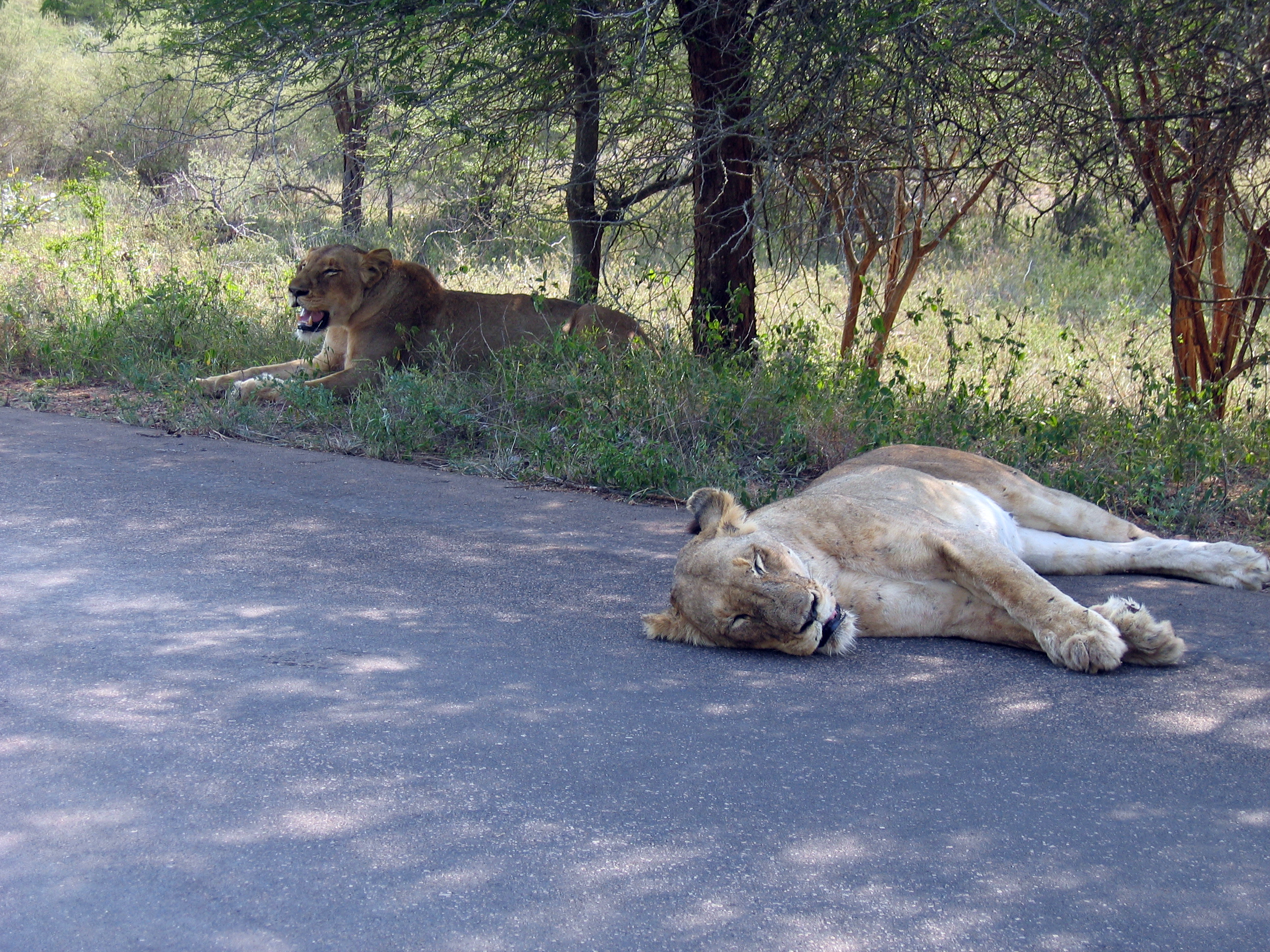
دو بچه شیر در حال استراحت، پس از شکاری ناموفق در پارک ملی کروگر
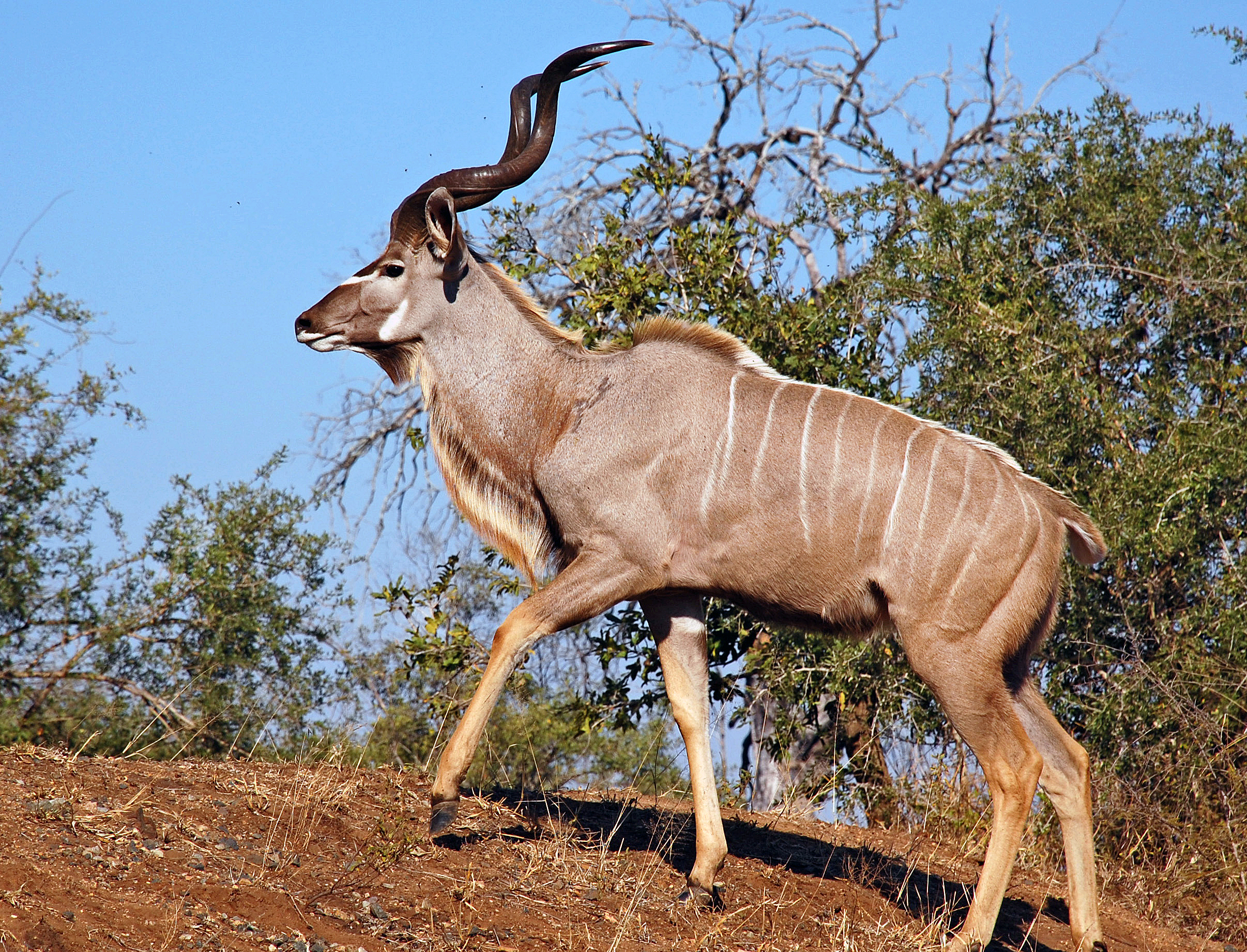
یک کودوی بزرگ در پارک ملی کروگر
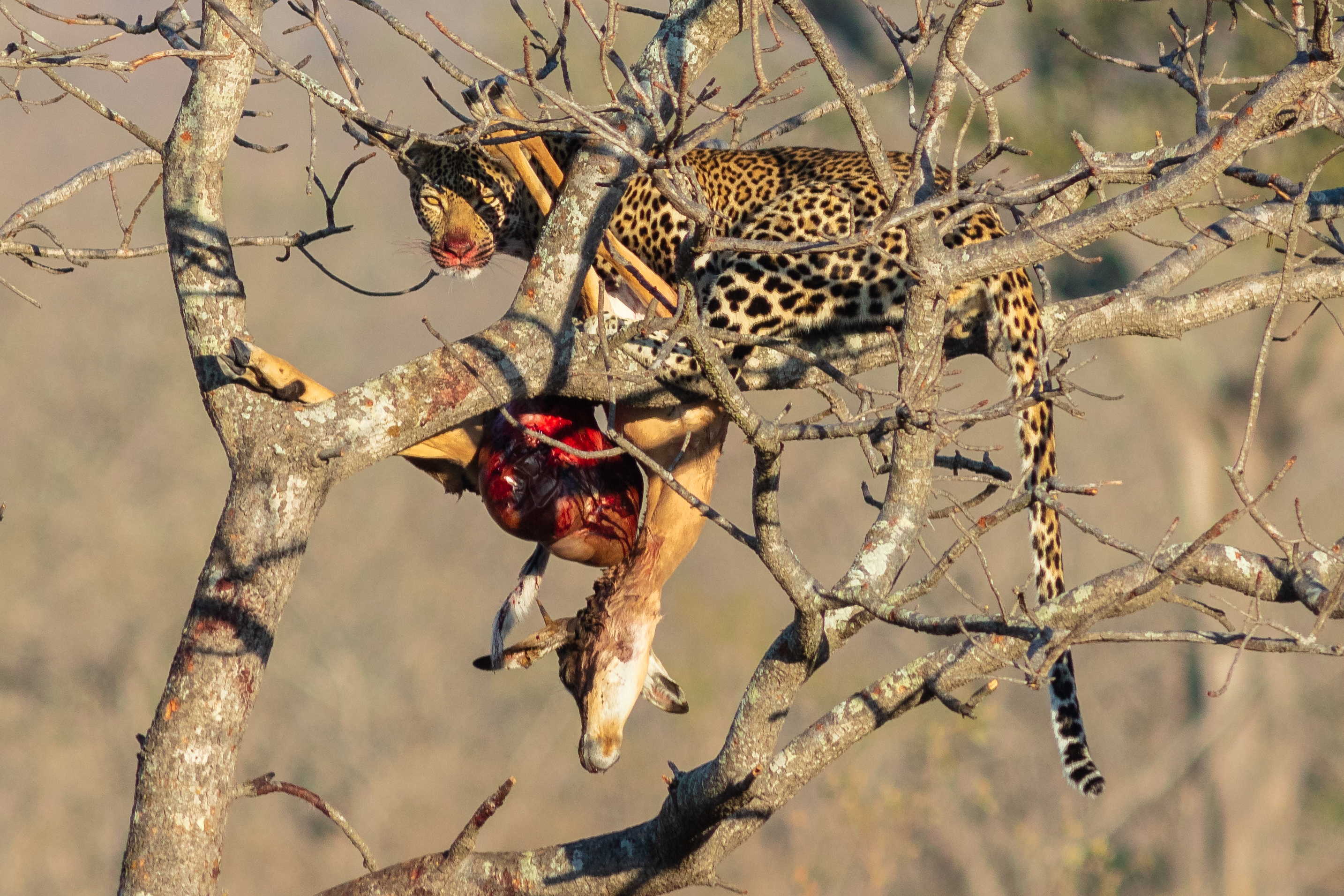
نگاره‌ای از یک پلنگ آفریقایی در حین دریدن لاشهٔ یک شاخ‌بلند شبدیز بر روی درخت، در پارک ملی کروگر در آفریقای جنوبی.
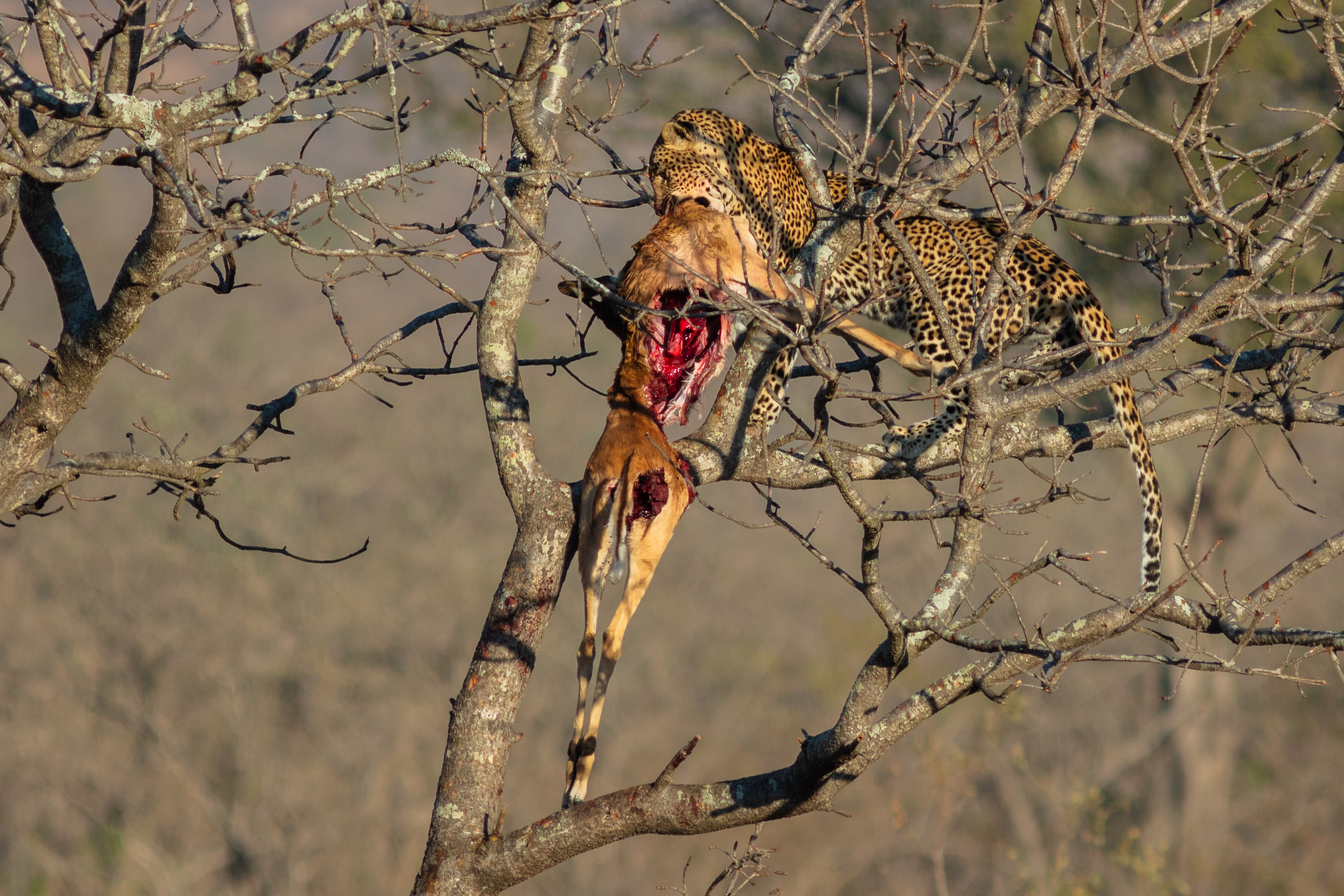
نگاره‌ای از یک پلنگ آفریقایی در حین دریدن لاشهٔ یک شاخ‌بلند شبدیز بر روی درخت.
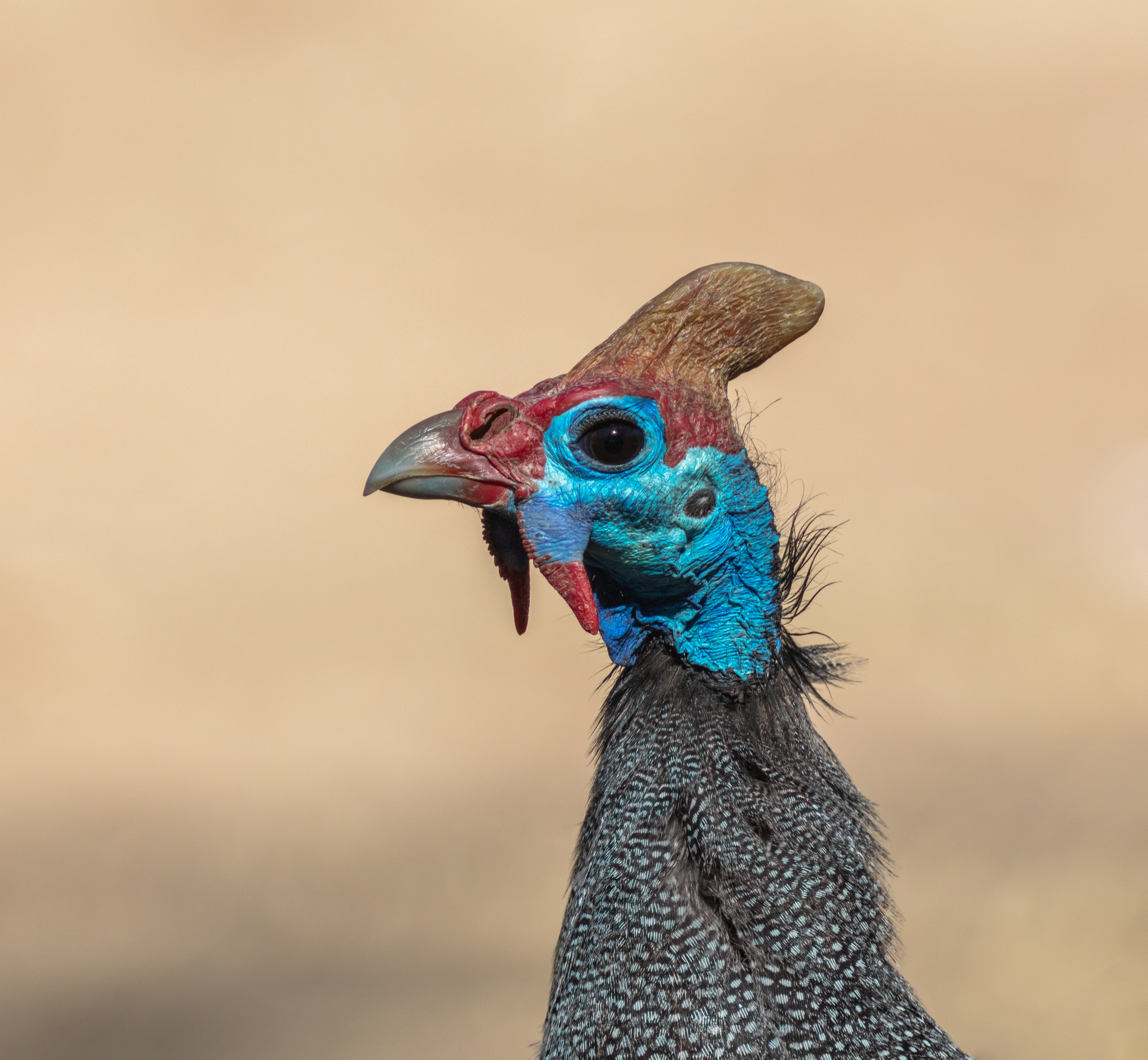
مرغ شاخدار کلاه‌پوش